# Ichoronyssus
Ichoronyssus es un género de ácaros perteneciente a la familia  Laelapidae.

## Especies
- Ichoronyssus jacksoni Radford, 1940
- Ichoronyssus miniopterus (Womersley, 1957)
- Ichoronyssus scutatus (Kolenati, 1857)
- Ichoronyssus ventralis Wen Tin-Whan, 1975